# Panzer II
Panzer II là một loại xe tăng hạng nhẹ do Đức Quốc xã sản xuất và sử dụng trong thế chiến II. Tên chính thức của nó bằng tiếng Đức là Panzerkampfwagen II (viết tắt là PzKpfw II). Mặc dù được chỉ thị dừng sản xuất ngay từ những năm 1940 - 1941, nhưng Panzer II vẫn đóng một vai trò rất quan trọng trong các chiến dịch Ba Lan và Pháp. Vào cuối năm 1942, dây chuyền sản xuất Panzer II đã bị dừng lại, nhưng phải đến năm 1943, việc này mới chấm dứt hoàn toàn. Khung tăng của nó được sử dụng cho một vài phương tiện chiến đấu khác trong cuộc chiến.

## Lược sử
Vào năm 1934, việc thiết kế Panzer III và Panzer IV bị trì hoãn do các vấn đề thiết kế. Việc chế tạo một loại tăng có tốc độ di chuyển nhanh, vũ khí trung bình, trọng lượng được xếp vào hạng nhẹ được giao cho các nhà máy như Krupp, MAN, Henschel và Daimler-Benz. Bản thiết kế cuối cùng được đưa ra đó chính là Panzer-II, được dựa trên Panzer-I nhưng vũ khí là một khẩu pháo chống tăng 20 mm. Việc sản xuất bắt đầu vào năm 1935, nhưng quy trình tốn thêm 18 tháng để chuẩn bị cho quá trình vận chuyển và chế tạo nguyên liệu.
Panzer II là loại tăng chiếm số lượng nhiều nhất trong cuộc xâm lược nước Pháp, cho đến khi nó bị thay thế bởi Panzer III vào năm 1940 - 1941. Về sau, nó được dùng làm xe tăng do thám và thực hiện nhiệm vụ này rất xuất sắc.
Panzer II được quân đội Đức Quốc xã sử dụng ở mọi chiến dịch như Ba Lan, Pháp, Tây Ban Nha, Đan Mạch, Na Uy, Bắc Phi và mặt trận phía Đông. Sau khi bị thay thế ở vị trí xe tăng chủ lực, nó được dùng làm xe tăng bảo vệ lãnh thổ, trong nước và luyện tập. Phần khung tăng được dùng làm sườn cho các loại pháo tự hành như Wespe và Marder II. 

## Thiết kế

### Lớp giáp bọc
Panzer II là xe tăng hạng nhẹ được thiết kế trước cuộc nội chiến Tây Ban Nha, vì vậy các kĩ sư thiết kế không gia cố lớp giáp bọc phần đỉnh tháp pháo, phần giáp sườn và mặt trước - một trong những yếu tố quyết định sự sống còn của xe tăng trong các trận đấu tăng thời hiện đại. Panzer II chỉ được thiết kế giáp đủ dày để chống hỏa lực của bộ binh và các đạn pháo cỡ nhỏ.
Panzer II phiên bản A, B và C đều được bọc bằng một lớp thép đồng nhất với độ dày khoảng 14 mm ở các mặt trước - sườn - sau; dày 10 mm ở phần đỉnh và tháp pháo. Từ phiên bản Ausf. D, lớp giáp này được tăng lên 30 mm. Phiên bản F có lớp giáp trước dày 35 mm và lớp giáp sườn dày 20 mm.
Lớp giáp này khá mỏng, có thể bị xuyên thủng bởi một số loại vũ khí như pháo chống tăng 45 mm của Liên Xô và cannon de 25-47 của quân đội Pháp.

### Vũ khí
Hầu hết các phiên bản Panzer II đều được trang bị pháo chính 20 mm KwK 30 L/55 nòng dài, các phiên bản đời sau sử dụng pháo 20 mm KwK 38 L/55 có chức năng tương tự. Khẩu pháo này được thiết kế dựa trên pháo phòng không 20 mm FlaK 30 và có thể bắn được 280 viên đạn/phút. Panzer II còn được trang bị một súng máy 7,92 mm Maschinengewehr 34 lắp đồng trục.
Tuy nhiên, pháo 20 mm có sức công phá thấp, nó tỏ ra không hiệu quả đối với nhiều loại xe tăng hạng trung của Đồng Minh. Có nhiều cuộc thử nghiệm về việc thay thế pháo 20 mm bằng pháo 37 mm, nhưng về sau sự thay thế này bị hủy bỏ. Dự án thay thế pháo lại tiếp tục được đặt ra và lần này pháo 20 mm được thay bằng pháo 50 mm, nhưng rốt cuộc, mọi việc đều chỉ nằm trên các bản vẽ. Nhận thấy việc thay thế pháo không cần thiết nữa (vì người Đức đã bắt đầu phát triển các loại xe tăng mới hơn như Panzer III, Panzer IV), các nhà quân sự đã thay thế loại đạn hiện tại là đạn xuyên giáp nổ bằng đạn lõi wolfram cứng, nhưng vì chi phí nguyên liệu đắt nên số đạn đó chỉ được sản xuất rất ít.
Về sau, có một số bản thiết kế pháo tự hành dựa trên khung Panzer II và lắp pháo 50 mm PaK 38, nhưng vì loại pháo này vẫn yếu, nên nó được thay bằng pháo 76,2 mm PaK 36(r) vốn có hiệu quả cao. Phiên bản được đem ra sản xuất lắp pháo 75 mm PaK 40 có độ chính xác và hỏa lực cao. Các phiên bản pháo tự hành sử dụng khung Panzer II, ban đầu lắp pháo 150 mm sIG 33, nhưng về sau được thay thế bằng pháo 105 mm leFH 18. Tất cả các phiên bản trên đều được lắp súng máy 7,92 mm MG34 để chống bộ binh và phòng không.

### Độ cơ động
Tất cả các phiên bản Panzer II được sản xuất đều được lắp động cơ xăng 6 xi-lanh Maybach HL 62 TRM có công suất 140 mã lực và bộ truyền động ZF Friedrichshafen. Các mẫu A, B và C đều có tốc độ tối đa đạt 40 km/h. Mẫu D và E có hệ thống treo Christie và hệ thống truyền động tốt hơn, khiến cho tốc độ tối đa đạt đến 55 km/h, nhưng tốc độ di chuyển trên đường đất có vẻ chậm hơn so với các phiên bản đầu nên mẫu F được cải tiến lại bằng hệ thống treo thanh xoắn. Tất cả các phiên bản đều có tầm hoạt động khoảng 200 km.

### Kíp chiến đấu
Panzer II có kíp chiến đấu gồm 3 người. Người lái ngồi phía trước thân. Chỉ huy xe tăng ngồi ở ghế tháp pháo và kiêm luôn xạ thủ ngắm bắn pháo chính. Người thay đạn (kiêm luôn việc điều khiển radio) ngồi ở trên sàn xe tăng dưới tháp pháo.

### Chi phí
Những phiên bản khác nhau có giá thành chênh lệch chút ít. Panzer II Ausf-B gồm đầy đủ trang bị có giá 52,640 RM, trong khi Panzer II Ausf-D/E gồm đầy đủ trang bị có giá 52,728 RM. Mỗi chiếc Panzer II Ausf-F có giá 49,228 RM (chưa bao gồm chi phí giá thành vũ khí, kính ngắm, bộ điện đàm và đạn dược), nếu tính đầy đủ trang bị thì Panzer II Ausf-F có giá tổng cộng 52,728 RM

## Các mẫu biến thể

### Phát triển và các phiên bản được sản xuất
Panzer II Ausf. a (PzKpfw IIa): Phiên bản này dễ gây nhầm lẫn với phiên bản đời sau Ausf. A, vì chữ cái A. Ausf. a chính là phiên bản đầu tiên được sản xuất với số lượng có hạn và được chia thành 3 biến thể khác nhau: Ausf. a/1 được lắp ráp bánh puli đệm với lớp sắt đúc cứng ở bên trong và có lõi là cao su thô, nhưng nó đã bị thay thế sau khi tập đoàn sản xuất 10 mẫu thử nghiệm và quyết định chọn mẫu bánh hàn cứng. Ausf. a/2 cải tiến phần động cơ. Ausf. a/3 cải tiến hệ thống treo và hệ thống làm mát động cơ. Về phần kỹ thuật thì phiên bản Ausf. a này cũng tương tự như các phiên bản khác, có tổng cộng khoảng 75 chiếc được sản xuất từ tháng 5/1936 - tháng 2/1937 bởi hãng Daimler-Benz và MAN. 
- Thông số kỹ thuật
  - Kíp chiến đấu: 3 người
  - Động cơ: Maybach HL57TR với 6 bánh răng chuyển động.
  - Trọng lượng: 7,6 tấn
  - Kích thước: dài 4,38 m; rộng 2,14 m; cao 1,95 m.
  - Độ linh động: tốc độ 40 km/h; tầm hoạt động 200 km.
  - Thiết bị liên lạc: radio FuG5.
  - Vũ khí chính: pháo chính 20 mm KwK 30 L/55 với hệ thống ngắm TZF4, lắp trên tháp pháo.
  - Vũ khí phụ: súng máy MG34 7,92 mm lắp đồng trục.
  - Lượng đạn mang được: 180 viên cỡ 20 mm và 2250 viên cỡ 7,92 mm.
  - Tháp pháo: góc quay 360 độ, góc nâng 20 độ và góc hạ khoảng -9 đến 5°.
  - Lớp giáp bọc: dày 13 mm ở mặt trước, sườn và sau; dày 8 mm ở phần đỉnh; 5 mm ở phần dưới cùng.

Panzer II Ausf. b (PzKpfw IIb): Không nên nhầm lẫn phiên bản này với phiên bản đời sau Ausf. B, đây là phiên bản có hệ thống xích rộng và thân dài hơn. Chiều dài được tăng lên 4,76 m nhưng chiều rộng và cao vẫn được giữ nguyên. Động cơ Maybach HL62TR được sử dụng với một hệ thống truyền lực mới. Lớp giáp mặt cầu được sử dụng và phần giáp ở đỉnh được gia cố lên từ 10 – 12 mm. Khối lượng xe tăng được tăng lên 7,9 tấn. Có khoảng 25 chiếc được sản xuất bởi Daimler-Benz và MAN từ tháng 2 - tháng 3 năm 1937.
Panzer II Ausf. c (PzKpfw IIc): Là phiên bản cuối cùng thuộc series sản xuất giới hạn đầu tiên của Panzer II, Ausf. c đã gần đạt đến đầy đủ các tiêu chuẩn cần thiết để sản xuất rộng rãi với những sửa đổi lớn liên quan đến hệ thống treo và sáu bánh xích nhỏ được thay bằng năm bánh cuốn xích hoạt động độc lập lớn với một hệ thống hồi bánh đà. Các bánh xích được sửa chữa lại và nới rộng ra. Chiều dài được tăng lên 4, 81 m và chiều rộng được tăng lên 2,22 m trong khi đó chiều cao vẫn là 1,99 m. Có khoảng 25 chiếc thuộc mẫu này được sản xuất từ tháng 3 - tháng 7 năm 1937. 

### Panzer II Ausf. A (PzKpfw IIA)
Phiên bản đem ra sản xuất thật đầu tiên, tất cả các mặt của giáp được tăng lên 14,5 mm và có một số cải tiến về hệ thống truyền lực. Mẫu Ausf. A bắt đầu được sản xuất vào tháng 7 năm 1937. 

### Panzer II Ausf. B (PzKpfw IIB)
Không có cải tiến gì mấy so với bản Ausf. A. Mẫu Ausf. B đi vào sản xuất vào tháng 12 năm 1937. 

### Panzer II Ausf. C (PzKpfw IIC)
Phiên bản Ausf. C có cải tiến một vài lỗi nhỏ và trở thành phiên bản được sản xuất tiêu chuẩn từ tháng 6 năm 1938 đến tháng 4 năm 1940. Có tổng cộng khoảng 1,113 mẫu thí nghiệm Ausf. c, A, B và C được sản xuất từ tháng 3 năm 1937 đến tháng 4 năm 1940 bởi các hãng Alkett, FAMO, Daimler-Benz, Henschel, MAN, MIAG và Wegmann. Những mẫu này được sử dụng khá nhiều và luân phiên thay thế cho nhau trong suốt quá trình hoạt động. Phiên bản C là phiên bản được sản xuất rộng rãi nhất thuộc dòng Panzer II và thuộc thành phần chính trong lực lượng chiến đấu thiết giáp trong suốt cuộc chiến. Những phiên bản đầu của Ausf. C có lớp giáp bọc nằm ngang nhưng để tham chiến trong trận chiến nước Pháp thì phần giáp này được bọc ngược để gia tăng độ dày. Ngoài ra chúng còn được gia cố thêm giáp ở phần đỉnh-trước và mặt trước. Các phiên bản có giáp bọc ngược được bọc giáp thân theo kiểu góc giống như phiên bản Ausf. F. Một vài mẫu được cải tiến bằng mẫu cu-pôn mới. 

### Panzer II Ausf. D (PzKpfw IID)
Phiên bản Ausf. D được nâng cấp bằng hệ thống treo mới hoàn toàn Christie 4 bánh gối, Ausf. D được sử dụng với vai trò là xe tăng chiến đấu tốc độ cao - truy đuổi và do thám. Xét toàn bộ kết cấu thiết kế thì chỉ có mỗi phần tháp pháo là giống với phiên bản Ausf. C, phần thân và cấu trúc trên được thiết kế mới hoàn toàn và được trang bị động cơ Maybach HL62TRM với bảy bánh đà thuộc hệ truyền động. Ausf. D có chiều dài hơi khiêm tốn (chỉ dài có 4,65 m), nhưng rộng hơn (2,3 m) và cao hơn (2,06 m) so với phiên bản C. Tốc độ di chuyển của phiên bản D được tăng lên 55 km/h. Có tổng cộng khoảng 143 chiếc Ausf. D và E được sản xuất từ tháng 5 năm 1938 đến tận tháng 9 năm 1939 bởi hãng MAN; chúng được cho phục vụ ở Ba Lan. Chúng được cho nghỉ hưu từ tháng 3 năm 1940 vì tốc độ di chuyển việt dã kém và độ hoạt động được cho là khá lỗi thời. 

### Panzer II Ausf. E (PzKpfw IIE)
Giống như phiên bản D, phiên bản E có lắp ráp thêm một số bộ phận thêm vào hệ thống treo nhưng xét về toàn diện thì phiên bản E khá giống phiên bản D; nó được cho phục vụ cùng với phiên bản Ausf. D. 

### Panzer II Ausf. F (PzKpfw IIF)
Tiếp nối những bản sửa chữa của phiên bản Ausf. C, Ausf. F là phiên bản tăng do thám và được sử dụng với mục đích giống như các phiên bản đầu. Phần cấu trúc trước được gắn một lớp giáp đĩa cứng riêng với phần mu được thiết kế lại. Ngoài ra một miếng mu giả được đặt cạnh nó nhằm giảm thiểu đạn pháo tự hành chống tăng trúng phải mu thật. Phần thân được thiết kế lại bằng một lớp đĩa giáp phẳng dày 35 mm ở mặt trước, ngoài ra phần giáp của cấu trúc thân và tháp pháo được nâng lên 30 mm ở mặt trước và 15 mm ở mặt sườn và sau. Ngoài ra, phần cu-pôn và hệ thống treo cũng được sửa chữa lại một chút. Khối lượng được tăng lên 9,5 tấn. Có khoảng 524 chiếc được sản xuất từ tháng 3 năm 1941 đến tháng 12 năm 1942, nó là phiên bản tăng quan trọng cuối cùng thuộc dòng Panzer II. 

### Panzer II Ausf. J (PzKpfw IIJ)
Tiếp nối các bản thiết kế tăng do thám, phiên bản J được thiết kế với lớp giáp được gia cố thêm;được đặt tên kỹ thuật là VK1601. Phần giáp trước được nâng lên 80 mm, phần giáp sườn và sau được nâng lên 50 mm, phần đỉnh và sàn được nâng lên 25 mm; nâng tổng khối lượng lên 18 tấn. Phiên bản J được trang bị động cơ Maybach HL45P, tốc độ tối đa bị giảm xuống còn 31 km/h. Vũ khí chính của phiên bản này là pháo 2 cm KwK 38. Có khoảng 22 chiếc được sản xuất bởi hãng MAN từ giữa tháng 4 và tháng 12 năm 1942, có khoảng 7 chiếc được trang bị cho sư đoàn Panzer số 12 ở mặt trận phía Đông. 

### Panzerkampfwagen II ohne Aufbau
Đây là phiên bản Panzer II được sử dụng làm phần thân cho các loại pháo tự hành. 

### Panzer II Flamm
Dựa trên phần khung thân và hệ thống treo của phiên bản Ausf. D và E, phiên bản xe tăng phóng lửa Flamm (còn được biết dưới cái tên "Flamingo"), phiên bản này sử dụng tháp pháo mới với vũ khí phụ gồm súng máy MG-34 và vũ khí chính bao gồm hai súng phun lửa tự động gắn ở hai bên tháp pháo. Mỗi khẩu súng phun lửa có thể phun khắp mọi phía và có thể quay hết cỡ được 360 độ.
Khẩu pháo phun lửa được trang bị 320 lít dầu và 4 phễu hợp chất cháy nitro. Những phễu chất cháy nitro được cất ở bên trong một hộp sắt cất hai bên cấu trúc thân. Phần giáp trước dày 30 mm và phần bên - sau dày 14,5 mm, phần giáp tháp pháo được tăng lên 20 mm ở mặt bên và sau.
Tổng khối lượng chiến đấu được tăng lên 12 tấn và các kích thước thân bao gồm: chiều dài được tăng lên 4,9 m; chiều rộng được tăng lên 2,4 m và chiều cao khoảng 1,85 m. Hệ thống điện đàm của xe là radio FuG2. Có hai biến thể thuộc phiên bản này: Ausf. A và Ausf. B.
Có khoảng 155 chiếc Flamm được sản xuất từ tháng 1 năm 1940 đến tháng 3 năm 1942. Phần lớn được sử dụng trên phần thân mới nhưng có khoảng 43 chiếc được sử dụng trên thân Ausf. D và E. Phần lớn số Flamm được sử dụng tại mặt trận phía Đông nhưng không được thành công cho lắm vì lớp giáp mỏng và hỏa lực không cao, số còn lại được cho giải tán vào tháng 12 năm 1941. 

### 5 cm PaK 38 auf Fahrgestell Panzerkampfwagen II
Đây chính là phiên bản được sử dụng cùng lúc với phiên bản Pháo tự hành chống tăng Marder, 5 cm PaK 38 sử dụng thân Panzer II và trang bị pháo chống tăng 50 mm. Nhưng các phiên bản mang pháo chống tăng 75 mm cho kết quả tốt hơn nên được sử dụng, còn phiên bản này không được sản xuất.

## Các nước sử dụng
- Đức Quốc xã
- Bulgaria
- Slovakia